# Great Big Sea
Great Big Sea  (ou GBS) foi uma banda canadense que misturava rock com música folclórica irlandesa. Eles interpretavam canções folk de Terra Nova, incluindo cantigas do mar com cerca de 500 anos de idade, músicas irlandesas, inglesas e de herança francesa. Apesar do fim da banda, os ex membros Alan Doyle e Séan McCann seguiram em carreiras solo, incluindo músicas da banda em sua setlist.

## História

### Começo
A banda fez sua primeira apresentação oficial em 11 de março de 1993, fazendo a abertura para a banda Irish Descendants na Universidade Memorial de Terra Nova em St. John's, Terra Nova. Os membros fundadores da banda eram Alan Doyle (vocais, violão, bouzouki e bandolim), Séan McCann (vocais, bodhrán, violão e tin whistle), Darrell Power (vocais, baixo, violão e ossos), e Bob Hallett (vocais, violino, acordeão, bandolim, concertina, bouzouki, whistles e gaita de fole).
Power, McCann e Hallett já tocavam juntos em outra banda. No inverno de 1989 a banda, um sexteto com violão, baixo, violino, acordeão and bandolim fez sua primeira apresentação, tocaram duas músicas no show de talentos do carnaval de inverno da Universidade Memorial usando o nome "Newfoundland Republican Army" (Exército Republicano de Terra Nova), ou NRA, e ganharam o primeiro prêmio. A única outra apresentação da banda como NRA foi mais tarde no inverno no "Grad House" da universidade. A banda então dispensou o violinista, acordeonista e o nome.
A banda encontrou seu novo nome quando o baixista original, Jeff Scott, alugou um apartamento na rua Rankin, em St. John's, onde os membros tiveram a primeira discussão sobre a formação da banda. Como um quarteto, a banda se apresentou inicialmente como "Rankin Street" em um pequeno pub no centro de St. John's chamado "The Rose and Thistle", tocando por 100 dólares canadenses e cerveja. Para a primeira apresentação, a banda tocou usando o sistema de som de Sean McCann, o que funcionou bem pois o aluguel de um sistema de som ficaria mais caro que o que foi arrecadado na noite. Susan Hickey (violão e vocais) deixou a banda meses depois para estudar em Halifax e foi substituída por Darrell Power. A banda ganhou popularidade tocando em pubs locais como Bridget's e Greensleeves. Em 1991, Jeff Scott foi substituído por Jackie St. Croix no baixo. A banda lançou uma gravação em cassete com o nome de "Rankin Street".
Doyle foi convidado a fazer parte da banda por McCann, que o viu tocando em bares pelo centro de St. John's e achou que ele seria uma boa adição à banda.
Em 1997, já como Great Big Sea, a banda alcançou o top 10 do ranking pop da canadense RPM com "When I'm Up (I Can't Get Down)", um cover de uma canção pelo grupo folk britânico Oysterband. Eles se apresentaram no festival Stardust Picnic de 1999 no Fort York, em Toronto.
A banda ganhou o prêmio Entertainer of the Year no East Coast Music Awards consecutivamente de 1996 até 2000. Em 2001, eles decidiram não submeter seu nome para nomeação, de modo que outras bandas pudessem competir. Eles também foram nomeados para diversos Juno Awards, incluindo Grupo do Ano em 1998, 2005, 2009, e 2011.

### Década de 2000
Power se aposentou da banda em 2003 para passar mais tempo com a família e amigos. Os membros de apoio da banda incluíam o baterista canadense Kris MacFarlane (2002) (bateria, acordeão, violão e backing vocals) e Murray Foster (2003, anteriormente da banda Moxy Früvous) (baixo e backing vocals).
Nas eleições federais canadenses de 2000, houve uma controvérsia quando Stockwell Day e a Aliança Canadense usaram o single hit da banda "Ordinary Day", em um comício sem permissão. A banda apontou que o uso era uma violação de direitos de cópia, e ordenou que Day parasse de usá-la para fins de campanha.
O primeiro DVD de Great Big Sea, Great Big DVD, foi lançado no Canadá e nos Estados Unidos em 2003 e na Europa em 2004.
No fim de 2005, a banda lançou o tão esperado álbum "tradicional", The Hard and the Easy, onde gravaram suas músicas de festa favoritas de Terra Nova. O título vem da letra da canção "Tickle Cove Pond", uma das duas canções do álbum sobre um cavalo caindo através de gelo.
Também no fim 2005, Great Big Sea lançou seu primeiro podcast, com clips da banda brincando no estúdio, mixado com várias canções por eles e outros artistas.
Em 9 de fevereiro de 2006, o ônibus da banda tombou em uma vala na Rodovia Trans-Canadá a aproximadamente 80 quilômetros leste de Vancouver, próximo à Surrey. O ônibus tombou bem ao lado do posto de pesagem. Com o trânsito chegando até Chilliwack, a RCMP redirecionou o tráfego pelo posto de pesagem. O motorista sofreu ferimentos leves na cabeça, porém todos da banda saíram ilesos. A banda continuou a turnê, incluindo a performance daquela noite no The Centre in Vancouver for Performing Arts.
Em 21 de novembro de 2006, a banda lançou seu segundo DVD, Courage & Patience & Grit, gravado em Belleville, Ontario. Que é também o segundo lançamento da banda que leva o nome vindo da canção de 2005, "Tickle Cove Pond".

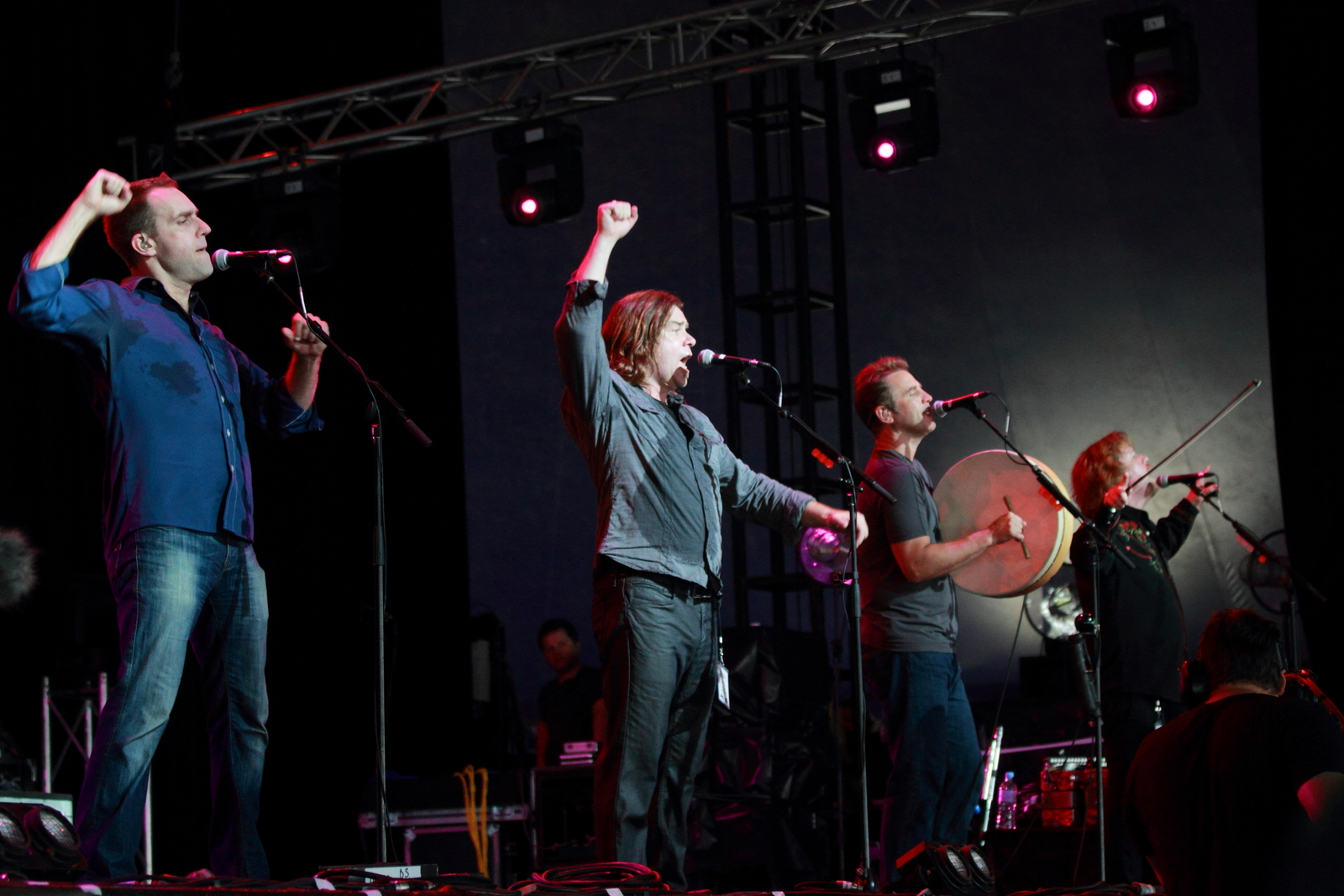
Great Big Sea no Byron Bay Bluesfest na Austrália em abril de 2012

### Anos posteriores
Em 13 de junho de 2007, a banda anunciou o retorno ao estúdio com o produtor Hawksley Workman. Em 14 de março de 2008, a banda anunciou que o título do novo álbum seria Fortune's Favour, que é uma frase de uma das canções do álbum, "England". Antes do lançamento algumas das canções incluídas no álbum foram tocadas em shows ao vivo, incluíndo "Love Me Tonight", "Walk on the Moon" "The Rocks of Merasheen", "Straight To Hell" e "Oh Yeah". Em 17 de abril de 2008, foi anunciado no website da banda que o primeiro single de Fortune's Favour seria "Walk on the Moon".  Às pessoas que fizeram a pré-compra pelo website, foi concedido o direito de download digital das canções "Belong (A Capella)" and "Gallow's Pole". O álbum foi lançado oficialmente no dia 24 de junho de 2008 na América do Norte.
Em 23 de fevereiro de 2010, o membro Séan McCann lançou seu primeiro álbum solo, Lullabies for Bloodshot Eyes. A coleção de nove faixas foi gravada no curso de nove meses do mesmo ano no GreatBigStudio em St. John's.
Em 13 de julho de 2010, Great Big Sea lançou o novo álbum Safe Upon the Shore na América do Norte. O blog de Doyle no website da banda, com título de "From the Road", originalmente confirmou a produção do álbum em um post em Abril, também falando do subsequente lançamento do álbum em Julho. "Nothing But A Song" é o primeiro single da nona gravação da banda, com uma turnê sendo subsequentemente lançado no verão de 2010.
A série de televisão canadense Republic of Doyle usa a canção "Oh Yeah" como música-tema.
Great Big Sea fez uma participação em "It's Friday", uma canção de Dean Brody em seu álbum de 2012 Dirt.
Great Big Sea anunciou uma turnê celebrando os 20 anos de banda, que se deu inicio no dia 5 de março de 2013 em Anaheim, Califórnia, Estados Unidos e cobriu um total de 18 dias em 16 cidades.

### Saída de McCann
Em 2013, McCann anunciou que sairia da banda ao fim da turnê XX, para o desânimo de seus colegas de banda.
Em entrevista com Bob Mersereau para o CBC, Séan discutiu as mudanças em sua vida. "Eu parei de beber dois anos e meio atrás, eu decidi sair da banda em que eu estive por 20 anos. Estou com 46 anos e decidi fazer... mudanças."

### Aposentadoria
Em 5 de novembro de 2015, Alan Doyle foi citado em uma entrevista com Christopher Tessmer do Leader-Post, "Estamos todos tendo problemas em definir qual é o estado atual de Great Big Sea. Como a maioria sabe no fim de 2013, depois da nossa turnê de aniversário de 20 anos, Sean [McCann] saiu e deixou a banda. Nós passamos um tempo (cerca de um ano) buscando uma maneira amigável para que Bob [Hallett] e eu pudéssemos continuar sem ele. Nós não conseguimos, então chegamos a conclusão de que não queríamos continuar assim. Nós não queremos brigar pelos despojos. Por falta de um termo melhor, a banda está agora alegremente aposentada".

### Trabalhos de caridade
Great Big Sea é um membro da instituição de caridade canadense Artists Against Racism e trabalhou com a instituição em um anúncios de utilidade pública para o rádio.

## Discografia
- 1993: Great Big Sea
- 1995: Up
- 1997: Play
- 1998: Rant and Roar
- 1999: Turn
- 2000: Road Rage (ao vivo)
- 2002: Sea of No Cares
- 2004: Something Beautiful
- 2004: Great Big (ao vivo) (DVD)
- 2005: The Hard and the Easy
- 2006: Courage & Patience & Grit: Great Big Sea in Concert (DVD)
- 2008: Fortune's Favour
- 2010: Safe Upon the Shore

## Observações
1. ↑  Ossos são instrumentos musicais (presentes no gênero folk) que consistem em um par de ossos de animais, geralmente da costela ou da parte inferior da perna. Hoje é mais comum o uso de um par de pedaços de madeira em forma de osso.